# Battaglia del fiume Oxus
La battaglia del fiume Oxus è stata la battaglia decisiva della conquista musulmana dell'Impero Sasanide. Dopo la sconfitta, l'ultimo imperatore sasanide, Yazdegerd III divenne un fuggitivo e si diresse in Asia centrale e poi in Cina.
Dopo la battaglia, l'imperatore Yazdegerd, non essendo più in grado di reclutare altre armate, diventò un fuggitivo e scappò nell'Asia centrale, salvo poi venire assassinato a Merv.